# Thomas Pasatieri
Thomas Pasatieri (New York, 20 ottobre 1945) è un compositore statunitense.

## Biografia
Iniziò a comporre all'età di dieci anni e studiò poi con Nadia Boulanger. Si iscrisse alla Juilliard School a sedici anni e divenne il più giovane dottorando in musica della scuola.
Pasatieri ha studiato composizione alla Juilliard School, alla Manhattan School of Music e al Cincinnati College-Conservatory of Music. Dal 1980 al 1984 è stato direttore artistico dell'Atlanta Opera.
Nel corso della sua carriera ha composto 22 opere, la più famosa delle quali è The Seagull, composta nel 1972. Due delle sue opere ebbero la prima nel 2007: Frau Margot presso la Fort Worth Opera e The Hotel Casablanca alla San Francisco Opera. Fra le altre sue più note opere si ricordano La Divina e Signor Deluso.
Nel 1984 Pasatieri si trasferì a Los Angeles dove costituì una propria compagnia di produzione di musiche da film, le Topaz Productions. Ha orchestrato le musiche dei film Road to Perdition, American Beauty, La sirenetta, The Shawshank Redemption, Pomodori verdi fritti alla fermata del treno, Legends of the Fall, Angels in America e Scent of a Woman, fra gli altri. Nel 2003 Pasatieri ritornò a New York per continuare la sua carriera di operista.

## Composizioni

### Opere
- The Trysting Place, opera in un atto; libretto del compositore (1964, non rappresentata)
- Flowers of Ice, opera in un atto; libretto del compositore (1964, non rappresentata)
- The Women, opera in un atto; libretto del compositore (20 agosto 1965; Aspen)
- La Divina, opera in un atto; libretto del compositore (16 marzo 1966; New York)
- Padrevia, opera in un atto; libretto del compositore tratto dal Boccaccio (18 novembre 1967; Brooklyn)
- Calvary, opera in un atto; tratta dall'opera di W. B. Yeats (aprile 1971; Bellevue, WA)
- The Trial of Mary Lincoln, opera in tre atti; libretto di A. H. Bailey (14 Feb. 1972; National Education Television)
- Black Widow, opera in tre atti; libretto del compositore tratto da Dos madres di M. de * Unamuno (2 marzo 1972; Seattle Opera)
- The Seagull, opera in tre atti; libretto di K. Elmslie su un racconto di Anton Chekov (5 marzo 1974; Houston Grand Opera con Frederica von Stade)
- Signor Deluso, opera in un atto; libretto del compositore su Sganarelle di Moliére (27 luglio 1974; Vienna, VA)
- The Penitentes, opera in tre atti; libretto di A. H. Bailey (3 agosto 1974; Aspen)
- Inés de Castro, opera in tre atti; libretto di B. Stambler (1º aprile 1976; Baltimora, Baltimore Opera)
- Washington Square, opera in due atti; libretto di K. Elmslie after Henry James (1º ottobre 1976, Detroit Michigan Opera Theatre)
- Before Breakfast, opera in un atto; libretto di Frank Corsaro, basto su un lavoro di Eugene O'Neill, Revisionata nel 2006. (9 ottobre 1980, New York City Opera)
- The Goose Girl, un'opera per ragazzi in un atto; libretto del compositore, basata su una favola dei Fratelli Grimm (15 febbraio 1981, Fort Worth, Texas)
- Maria Elena, opera in un atto; libretto del compositore basato su un fatto vero (6 aprile 1983, University of Arizona)
- Three Sisters, opera in due atti; libretto di Kenward Elmslie basato su un lavoro di Anton Chekov, Le tre sorelle (13 March 1986, Columbus, Opera Columbus)
- Frau Margot, opera in tre atti; libretto di Frank Corsaro, basato sul lavoro originale Lyric Suite (2 June 2007, Fort Worth, Fort Worth Opera)
- The Hotel Casablanca, opera in due atti; libretto del compositore basato sulla commedia di Georges Feydeau, La pulce nell'orecchio. (3 agosto 2007, San Francisco, San Francisco Opera)

### Orchestrali
- Invocation (1968)
- Serenade for Violin and Chamber Orchestra (also an alternate version for Violin and Piano) (1992)
- Concerto for Piano and Orchestra (1993)
- Concerto for Two Pianos and Strings (1994)

### Musica da camera
- Piano Sonata No. 1 (1966)
- Piano Sonata No. 2 (1969)
- Cameos for Solo Piano (1969)
- Theatrepieces for Clarinet, Violin and Piano (1987)
- Quartet for Flute and Strings (1995)
- Sonata for Viola and Piano (1995)
- Sonata for Flute and Piano (1997)
- Piano Sonata No. 3 (1999)
- Rhapsody for Double Bass & Piano (2006)
- Concerto for Harspichord (2007)

### Musica vocale

#### Corale
- Permit Me Voyage (James Agee) (1976)
- Mass (1983)
- A Joyful Noise (1985) (The Bible)
- Three Mysteries(Walt Whitman, G. Meredith, P. Sidney) (1991)
- The Harvest Frost (Carl Sandburg) (1993)
- Bang the Drum Loudly (Thomas Pasatieri) (1994)
- Canticle of Praise (1995)
- Mornings Innocent (May Swenson, Bill Wright, Adrienne Rich) (1995)

#### Voce e orchestra da camera
- Heloïse And Abelard (Louis Phillips) (1973)
- Far From Love (Emily Dickinson) (1976)
- Canciones del barrio (Voice and string quartet, 1993)
- Letter to Warsaw (Pola Braun) (2003)

#### Voce e orchestra
- Rites Of Passage (Louis Phillips) (1974)
- Voice and chamber orchestra or string quartet
- Sieben Lehmannlieder (Lotte Lehmann) (1988)
- Alleluia (1991)

#### Voce e pianoforte
- Day of Love (Kirstin van Cleave) (1983)
- Three Sonnets from the Portuguese (Elizabeth Barrett Browning) (1984)
- Sieben Lehmannlieder (Lotte Lehmann) (1988)
- Windsongs (1989)
  - Three Poems of Theodore Ramsay
    1. Love
    2. Remembering
    3. On Parting

  - Vocalise
  - Three California Songs (Robert H. Deutsch)
    1. Brother
    2. Song
    3. The Middle-Aged Shepherd

  - Windsong (Richard Nickson)
- Alleluia (Lotte Lehmann) (1991)
- Three Poems of Oscar Wilde (1998)
- A Rustling of Angels (2003)
- Letter to Warsaw (Pola Braun) (2003)
- The Daughter of Capulet (monodrama) (2007)
- Lady Macbeth (monodrama) (2007)
- The Last Invocation (Walt Whitman)
- Orpheus (William Shakespeare)
- Dream Land (Christina Rossetti)
- Three Poems of James Agee
- Ophelia's Lament (William Shakespeare)
- I Just Love My Voice (Gerald Walker)
- Overweight, Overwrought Over You (Sheila Nadler)
- Divas of a Certain Age (Thomas Pasatieri)